# Мадхаван
Ранганатан Мадхаван (там. மாதவன் ரங்கநாதன், англ. Ranganathan Madhavan; род. 1 июня 1970 года, Джамшедпур, Индия) — индийский актёр, сценарист и продюсер. Один из немногих актеров в Индии, который смог достичь всеиндийской известности, появившись в фильмах на семи разных языках.

## Биография
Мадхаван родился 1 июня 1970 года в городе Джамшедпур в тамильской семье. Его отец Ранганатан работал руководителем управления в Tata Steel, его мать Сароджа была менеджером в Bank of India. Его младшая сестра, Девика, является инженером-программистом и живёт в Великобритании.
В 1988 году Мадхаван получил стипендию, чтобы представлять страну как посол по культуре от колледжа Раджарам в Колхапуре, и провёл целый год в канадском городе Стетлер по программе обмена студентов. Вернувшись в Колхапур, он закончил обучение и получил степень по электронике.
В студенческие годы он был вовлечён во внеучебную военную подготовку и к 22 годам был признан одним из лучших кадетов Национального кадетского корпуса в штате Махараштра. Что дало ему возможность пройти обучение в Британской армии, Королевском флоте и Королевских военно-воздушных силах, к которым он в какой-то момент думал присоединиться. Однако он пропустил шесть месяцев из-за ограничения по возрасту и впоследствии не смог присоединиться к этой программе. Потеряв место в армии, он начал вести курсы ораторского искусства и личностного развития в Колхапуре, и удовлетворение, которое он получил благодаря обучению, побудило его поступить в аспирантуру в области публичных выступлений в Kishinchand Chellaram College в Мумбаи. В течение этого периода он также выиграл национальный чемпионат по ораторскому искусству и впоследствии представлял свою страну на конференции среди молодых предпринимателей в Токио в 1992 году.
В начале 1996 года Мадхаван работал в рекламном агентстве Сантоша Сивана, который позже порекомендовал ему пройти кастинг на роль в фильме культового режиссёра Мани Ратнама «Тандем», где он должен был сыграть поэта Тамизселвана, но режиссёр отверг его кандидатуру, сочтя его слишком молодым для роли. Вместо кино Мадхаван начал сниматься в телесериалах Banegi Apni Baat и Ghar Jamai на телеканале Zee TV.
В 1997 году Мадхаван сыграл индийского офицера в американском фильме «Инферно». Первым его индийским фильмом стал каннадаязычный Shanti Shanti Shanti (1998), провалившийся в прокате. В этого же время режиссёр Винод Панди решил вывести Мадхавана в Болливуд в фильме под названием Akeli, но тот был отложен до начала съёмок.
В 1999 году Мани Ратнам выбрал Мадхавана на главную роль в фильме Alaipayuthey, который обеспечил ему хороший старт кинокарьеры в качестве актёра. Успех фильма принёс ему «классический» статус, а актёр получил многочисленные похвалы от критиков.
В 2001 году Мадхаван дебютировал в Болливуде, повторив свою роль из тамильского Minnale, вышедшего в начале того же года, в его ремейке на хинди Rehna Hai Tere Dil Mein. Хотя ремейк не имел коммерческого успех, после показа по телевидению он получил культовый статус среди молодёжи.
В 2006 году в прокат вышел фильм «Цвет шафрана», где актёр сыграл лейтенанта воздушных сил Индии, чья смерть вызвала «поход» главных героев против коррупции. В 2007 году он появился в драме «Гуру: Путь к успеху» с Абхишеком Баччаном в главной роли. Его персонаж Шьям Саксена был вдохновлён реальным журналистом С. Гурумурти, который бросил вызов бизнес-магнату Дхирубхаю Амбани.
В 2009 году Мадхаван сыграл одного из трёх друзей в комедии «3 идиота» вместе Аамиром Ханом и Шарманом Джоши, заработав номинацию на Filmfare Award за лучшую мужскую роль второго плана.
Фильм имел коммерческий успех и возглавил список самых кассовых фильмов Болливуда,
продержавшись на этом месте 4 года.
В 2016 году сыграл тренера по боксу в двуязычном фильме Irudhi Suttru, принёсшем актёру Filmfare Award за лучшую мужскую роль в фильме на тамильском языке.
В следующем году Мадхаван исполнил роль специалиста по встречам в боевике Vikram Vedha, заработавшем коммерческий успех и положительную оценку критиков.
В 2018 году Мадхаван снялся в фильме Savyasachi, который стал его первым полноценным фильмом на телугу. В том же году с его участием вышел веб-сериал Breathe от Amazon Videos.

## Личная жизнь

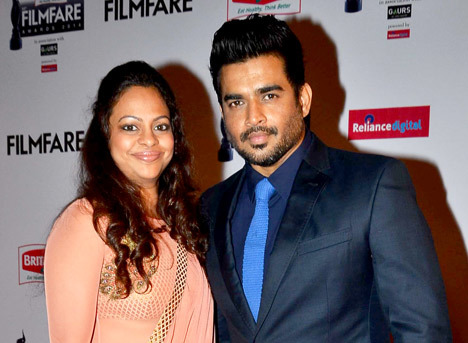
Мадхаван с женой

В 1991 году Мадхаван впервые увидел свою будущую жену Сариту Кришнан, когда она посещала его класс ораторского искусства по рекомендации своих кузенов. Сарита смогла использовать навыки, которые она узнала из занятий Мадхавана, чтобы пройти интервью на должность стюардессы, а после завершения курса пара начала встречаться. Они поженились в 1999 году, ещё до начала его карьеры в кино. Сарита работала дизайнером по костюмам в нескольких фильмах мужа. В 2005 году у супругов родился сын Ведант, после чего они переехали из Килпаука, где жили родители Мадхавана, в район лодочного клуба Ченнаи.

## Фильмография
| Год  |   | Русское название                     | Оригинальное название                        | Роль                         |
| ---- | - | ------------------------------------ | -------------------------------------------- | ---------------------------- |
| 1996 | ф |                                      | Is Raat Ki Subah Nahin                       | певец в клубе                |
| 1997 | ф | Инферно                              | Inferno                                      | Рави                         |
| 1998 | ф |                                      | Shanti Shanti Shanti (канн.)                 | Сиддхарт                     |
| 2000 | ф |                                      | Alaipayuthey (там.)                          | Картик Варадхараджан         |
| 2000 | ф |                                      | Ennavale (там.)                              | Джеймс Васант                |
| 2001 | ф |                                      | Minnale (там.)                               | Раджеш Шивакумар             |
| 2001 | ф |                                      | Dumm Dumm Dumm (там.)                        | Адитья Марудхапиллай         |
| 2001 | ф |                                      | Parthale Paravasam (там.)                    | Мадхава                      |
| 2001 | ф |                                      | Rehnaa Hai Terre Dil Mein (хинди)            | Мадхав Шастри                |
| 2002 | ф |                                      | Kannathil Muthamittal (там.)                 | Тхиручелван                  |
| 2002 | ф |                                      | Run (там.)                                   | Шива                         |
| 2003 | ф |                                      | Dil Vil Pyar Vyar (хинди)                    | Криш                         |
| 2003 | ф |                                      | Anbe Sivam (там.)                            | Анбарасу                     |
| 2003 | ф |                                      | Nala Damayanthi                              | Ramji                        |
| 2004 | ф |                                      | Priyamana Thozhi                             | Ashok                        |
| 2004 | ф |                                      | Jay Jay (там.)                               | Джеган                       |
| 2004 | ф |                                      | Aethiree (там.)                              | Субрамани                    |
| 2004 | ф |                                      | Aayutha Ezhuthu (там.)                       | Инба Шекхар                  |
| 2004 | ф |                                      | Nothing But Life / Made in USA (малаял.)     | Томас Робертс                |
| 2004 | ф |                                      | Priyasakhi                                   | Sandhana Krishnan            |
| 2005 | ф |                                      | Ramji Londonwaley                            | Ramji Tiwari                 |
| 2006 | ф | Цвет шафрана                         | Rang De Basanti                              | Аджай Ратход                 |
| 2006 | ф |                                      | Thambi                                       | Velu Thondaiman              |
| 2006 | ф |                                      | Rendu                                        | Sakthi / Kannan              |
| 2007 | ф | Гуру: Путь к успеху (хинди)          | Guru                                         | Шиям Саксена                 |
| 2007 | ф |                                      | Arya (там.)                                  | Арья                         |
| 2007 | ф |                                      | Evano Oruvan (там.)                          | Шридхар Васудеван            |
| 2008 | ф |                                      | Vaazhthugal                                  | Kathiravan                   |
| 2008 | ф | Мой дорогой Мумбаи                   | Mumbai Meri Jaan                             | Nikhil Agarwal               |
| 2009 | ф |                                      | Yavarum Nalam (там.) / 13B                   | Манохар                      |
| 2009 | ф |                                      | Guru En Aalu (там.)                          | Гуру                         |
| 2009 | ф |                                      | Sikandar (хинди)                             | Раджеш Рао                   |
| 2009 | ф | 3 идиота                             | 3 Idiots (хинди)                             | Фархан Куреши                |
| 2010 | ф | Три карты                            | Teen Patti (хинди)                           | Шантану Бисвас               |
| 2010 | ф | Стрела Купидона                      | Manmadhan Ambu (там.)                        | Маданагопал                  |
| 2011 | ф | Свадьба Тану и Ману                  | Tanu Weds Manu (хинди)                       | Манодж «Ману» Шарма          |
| 2012 | ф | Ради брата                           | Vettai (там.)                                | Тхирмуртхиumoorthy           |
| 2013 | ф | Поможем развестись                   | Jodi Breakers (хинди)                        | Сид Кханна                   |
| 2013 | ф |                                      | Taak Jhaank (хинди)                          | Санджай                      |
| 2014 | ф |                                      | Akeli (хинди)                                | Авинаш Шривастав             |
| 2015 | ф | Свадьба Тану и Ману 2                | Tanu Weds Manu Returns (хинди)               | Манодж «Ману» Шарма          |
| 2015 | ф | Ночь живых мертвецов: Тёмная сторона | Night of the Living Dead: Darkest Dawn       | Том                          |
| 2016 | ф | Особо упрямый                        | Irudhi Suttru (там.) / Saala Khadoos (хинди) | Прабху Селварадж / Ади Томар |
| 2017 | ф |                                      | Vikram Vedha (там.)                          | Викрамадитья                 |
| 2018 | ф |                                      | Savyasachi (тел.)                            |                              |
| 2018 | ф |                                      | Chanda Mama Door Ke                          |                              |